# Aldrichetta forsteri
Aldrichetta forsteri és una espècie de peix de la família dels mugílids i de l'ordre dels mugiliformes.

## Particularitats
Aldrichetta forsteri és l'única espècie del gènere Aldrichetta.
És un peix que menja detritus bentònics, algues i petits invertebrats, inofensiu per als humans.

## Morfologia
- Els mascles poden assolir 50 cm de longitud total[4] i 950 g de pes.[5][2]

## Reproducció
És ovípar.

## Depredadors
A Austràlia és depredat per Argyrosomus hololepidotus, Arripis trutta, el corb marí gros (Phalacrocorax carbo) i Phalacrocorax sulcirostris.

## Hàbitat
És un peix de clima temperat i demersal que viu entre 0-50 m de fondària.

## Distribució geogràfica
Es troba al Pacífic sud-occidental: Nova Zelanda (incloent-hi les Illes Chatham) i Austràlia (incloent-hi Tasmània).

## Ús comercial
Es comercialitza fresc (sencer i eviscerat o en filets), fumat i en salaó. Els ous també són consumits com a caviar.